# Acidaliodes infantilis
Acidaliodes infantilis là một loài bướm đêm trong họ Noctuidae.